# Nat Love
Nat Love (1854-1921) fue un cowboy negro que trabajó tras la Guerra de Secesión Americana. En 1907 escribió su autobiografía Life and Adventures of Nat Love ("Vida y aventuras de Nat Love"), que se convirtió en un superventas muy popular, aunque muchas anécdotas fueron deliberadamente exageradas. En el libro afirma haber conocido a Buffalo Bill, Bat Masterson, Jesse James, Frank James, Kit Carson, Billy the Kid y Pat Garrett y haber participado en la Guerra del condado de Lincoln

## Biografía
En su autobiografía Nat explica que su padre, Sampson Love, era capataz en la plantación de esclavos de Robert Love en el condado de Davidson, Tennessee, mientras que su madre era cocinera. También tenía un hermano y una hermana mayores que él, Jordan y Sally.
A pesar de que las leyes sobre los esclavos de la época prohibían la enseñanza de la lectura y escritura a los negros, Nat aprendió a leer y escribir con la ayuda de su padre. Cuando la esclavitud fue abolida en los Estados Unidos, Sampson intentó dedicarse a la agricultura y construyó una granja para plantar tabaco y maíz, pero murió poco después de plantar la segunda cosecha. Nat aceptó un trabajo en otra granja para ayudar a pagar los gastos del funeral.
Tras unos pocos años en diversos trabajos, algunos de ellos muy extraños, Nat ganó un caballo en una rifa. Vendió el caballo por 100 dólares, le dio la mitad a su madre y utilizó la otra mitad del dinero para viajar en busca de fortuna. 
Viajó a Dodge City, Kansas, donde encontró trabajo como cowboy al servicio del Rancho Duval, situado en Texas. Debido a su excelente habilidad domando y montando caballos, los cowboys del Rancho Duval le dieron a Nat el apodo de "Red River Dick".
En su autobiografía Nat Love cuenta muchas aventuras luchando contra los cuatreros y las inclemencias del tiempo. Con el paso de los años se convertiría en un experto cowboy y marcador de ganado. 
El 4 de julio de 1876 participó en un rodeo en Deadwood, Dakota del Sur, donde ganó las pruebas, el premio de 20.000 dólares. Fue en este rodeo que dice que sus amigos y fanáticos le dieron el apodo de "Deadwood Dick", una referencia a un personaje literario creado por Edward Lytton Wheeler, un novelista de la época.
En octubre de 1877 fue capturado por una banda de indios Akimel O'odham (Pima) dirigida por "Perro Amarillo" mientras reunía reses extraviadas cerca del río Gila en Arizona. Nat dice que los indios le perdonaron la vida porque respetaban su fama. Los indios le prometieron 100 caballos si se casaba con la hija de Perro Amarillo, pero tras un mes de cautividad, consiguió robar un caballo y huir al oeste de Texas.
Nat se casó en 1889 con una mujer llamada Alice y tuvieron una hija. Un año después dejó su trabajo como cowboy. Pasó los últimos años de su vida trabajando como revisor de tren en la empresa Pullman y finalmente como correo. Se trasladó en varias ocasiones hasta asentarse en California. 
Murió en Los Ángeles en 1921 con 67 años.
En 1969 una empresa textil de Boston tomó el nombre de Nat Love como homenaje al cowboy.

## Cultura actual
Joe R. Lansdale utilizó a Love en las novelas cortas Nine Hide and Horns, publicada en la antología Subterranean Online (2009), y Soldierin, publicada en la antología Warriors (2010); así como en las novelas Black Hat Jack (2014) y Paradise Sky (2015).
En 2018, la editorial italiana Sergio Bonelli Editore adaptó la vida de Love a la serie de historietas "Deadwood Dick", con guiones de Michele Masiero, Maurizio Colombo y Mauro Boselli y dibujos de Corrado Mastantuono, Pasquale Frisenda y Stefano Andreucci.
En la película para televisión, The Cherokee Kid (1996), Nat Love es interpretado por Ernie Hudson y en They Die by Dawn (2013) es interpretado por Michael K. Williams.
La película de Netflix "The harder they fall", estrenada en 2021, desarrolla una historia sobre cowboys afroamericanos, siendo Nat Love el personaje principal e interpretado por Jonathan Majors.